# Синьогушка
Синьогушката (Luscinia svecica) е прелетна насекомоядна птица от семейство Мухоловкови. В България не гнезди и се среща само през прелетния сезон.

## Име
Наименованието на птицата на много езици, включително български, изтъква характерната синя гушка на зрелите мъжки индивиди. Други интересни белези изтъкнати от различните езици са:
- Латинското научно име Luscinia svecica означава „шведски славей“, защото по шведски екземпляр е описан вида (т.е. типовият екземпляр е бил от Швеция).
- На полски език се нарича podróżniczek (умалително от podróżnik) – „пътешествениче“, заради дългите ѝ миграции.
- На руски език е вара́кушка (подобно да българската дума „гугутка“), от глагола воркова́ть („гукам“/„гугукам“).

## Физически характеристики
Тялото е с дължина 13–14 сантиметра предимно кафяво, коремчето е бяло, клюнът е черен, тънък и дълъг 5–5,5 мм. Има ясно изразен полов диморфизъм – мъжките имат синьо петно на гушката с черна и кафява ивици отдолу. При някои подвидове (L. svecica svecica), в средата на синьото петно има по-малко кафяво петънце, а при други това петънце е бяло (L. svecica cyanecula). Женските вместо това имат единствено черен полумесец на гушката.

## Начин на живот и хранене
Търсейки храна, синьогушката остава дълго време на земята, а понякога лови насекоми и в полет или търси плячка в короните на дърветата.

## Размножаване
Синьогушката снася около 5-6 яйца.

## Допълнителни сведения
Обитава предимно дъбовите и буковите гори.